# Szövetség Ausztria Jövőjéért
A Szövetség Ausztria Jövőjéért (németül: Bündnis Zukunft Österreich) osztrák politikai pártot Jörg Haider alapította 2005-ben, miután nem sikerült az a terve, hogy megváltoztassa az Osztrák Szabadságpárt ideológiáját. Ezt ugyanis Heinz-Christian Strache megakadályozta. Emiatt Jörg Haider és társai kiléptek a pártból, és megalakították a Szövetség Ausztria Jövőjéért pártot. A párt jobboldali populista, szociálkonzervatív és gazdasági liberális irányvonalat követ.